# Ecilda Paullier
Ecilda Paullier est une ville de l'Uruguay située dans le département de San José. Sa population est de 2 351 habitants.

## Histoire
La ville fut fondée le 16 mai 1883.
En 1883, fut fondé le village de Sainte-Ecilda, colonie agricole, qui a beaucoup progressé pour devenir la ville prospère qu’elle est aujourd'hui.
Au début, c’était une station ou relais de poste et diligences tout simplement, l’une d’elles étant la première qui a fait la route entre Rosario et San José, le long du Camino Real (Chemin royal), et le site appartenait à Louis Frone. Le 16 mai 1883, Federico Paullier passe un contrat avec le gouvernement pour fonder la colonie. À l’honneur de son épouse Ecilda Paullier Capdevila, cette colonie agricole fut appelée "Sainte Ecilda". À cette époque, les Paullier furent don des parcelles réservées pour la chapelle, l’école, la place publique, le cimetière et la station. Le Paullier, dans la "estancia Escudero" de leur propriété, ont mené d’activités rurales depuis 1886, où ils ont érigé la Cabanne Paullier, qui fut l’épicentre de leur activité agricole, cette construction est devenue au fil des décennies le symbole emblématique de la zone d’Ecilda Paullier. Son activité s’est développée avec les dernières avancées technologiques de l’époque. Ils y avaient installé un bureau de télégraphes pour communiquer avec Montevideo et Buenos Aires, dans une construction de deux étages modernes et confortables.
Plusieurs parcelles furent plantées avec de la luzerne, pour nourrir les bovins laitiers, ceci a permis, avec la participation des communautés suisses-allemandes, ainsi que le franco-italiennes, le développement des fromageries artisanales d’Ecilda. Les Paullier avaient des taureaux purs suisses, normands et néerlandais; et des troupeaux de chevaux importés. Ce fut la première « cabanne » uruguayenne importatrice de purs-sangs anglais de course. Ils furent également des plus importants fournisseurs du Cirque Ituzaingó (Maronas). Les Frères Mathon Paullier mirent en place un modèle européen de travail et de production sur la base du modèle français. Cela se reflète dans la conception de colonie agricole, ville de Santa Ecilda depuis 1883, soutenus par l’administrateur de cette entreprise, le promoteur de la ville, le Suisse, Mr Frederick Fisher.
En suite, commença l’importation d’un bois dur provenant du Paraguay en partenariat avec Pedro Risso, avec une flotte de bateaux lui appartenant. Les révolutions de 1896 et d’autres facteurs défavorables ont conduit à la faillite de la compagnie et fut exécutée par la Banque de Londres. La banque a mis aux enchères les propriétés des Paullier, passant ainsi aux propriétaires actuels.

## Population
| 1963  | 1975  | 1985  | 1996  | 2004  |
| ----- | ----- | ----- | ----- | ----- |
| 1 205 | 1 199 | 1 822 | 1 976 | 2 351 |